# Дарам (Северна Каролина)
Дарам (енгл. Durham) четврти је по величини град америчке савезне државе Северна Каролина. По попису из 2005. године има 208.816 становника.

## Географија
Дарам се налази на надморској висини од 123 m.

## Демографија
По попису из 2010. године број становника је 228.330, што је 41.295 (22,1%) становника више него 2000. године.
|                   | 2010.            | 2000.            |
| Укупно            | 228 330 (100,0%) | 187 035 (100,0%) |
| Афроамериканци    | 93 517 (40,96%)  | 81 937 (43,81%)  |
| Белци             | 86 519 (37,89%)  | 79 277 (42,39%)  |
| Хиспаноамериканци | 32 459 (14,22%)  | 16 012 (8,561%)  |
| Азијати           | 11 574 (5,069%)  | 6 815 (3,644%)   |
| Остали            | 4 261 (1,866%)   | 2 994 (1,601%)   |

## Партнерски градови
- Кострома
- Аруша
- Тојама